# Eredivisie 1991-92
La Eredivisie 1991-92 fue la 36.ª edición de la Eredivisie. El campeón fue el PSV Eindhoven, conquistando su 10.ª Eredivisie y el 13.° título de campeón de los Países Bajos.

## Tabla de posiciones
| Clasificación | Clasificación       | Clasificación | Clasificación | Clasificación | Clasificación | Clasificación | Clasificación | Clasificación | Clasificación |
| Equipo        | Equipo              | Pts           | PJ            | PG            | PE            | PP            | GF            | GC            | DG            |
| ------------- | ------------------- | ------------- | ------------- | ------------- | ------------- | ------------- | ------------- | ------------- | ------------- |
| 1             | PSV                 | 58            | 34            | 25            | 8             | 1             | 82            | 24            | +58           |
| 2             | Ajax                | 55            | 34            | 25            | 5             | 4             | 83            | 24            | +59           |
| 3             | Feyenoord           | 49            | 34            | 20            | 9             | 5             | 54            | 19            | +35           |
| 4             | Vitesse             | 40            | 34            | 15            | 10            | 9             | 47            | 33            | +14           |
| 5             | FC Groningen        | 39            | 34            | 14            | 11            | 9             | 44            | 37            | +7            |
| 6             | FC Twente           | 35            | 34            | 13            | 9             | 12            | 53            | 49            | +4            |
| 7             | MVV                 | 35            | 34            | 11            | 13            | 10            | 42            | 44            | -2            |
| 8             | Sparta              | 35            | 34            | 11            | 13            | 10            | 50            | 53            | -3            |
| 9             | Roda JC             | 35            | 34            | 12            | 11            | 11            | 41            | 45            | -4            |
| 10            | RKC 1               | 34            | 34            | 10            | 14            | 10            | 50            | 49            | +1            |
| 11            | FC Utrecht          | 33            | 34            | 9             | 15            | 10            | 37            | 39            | -2            |
| 12            | Willem II           | 31            | 34            | 11            | 9             | 14            | 44            | 45            | -1            |
| 13            | FC Volendam         | 28            | 34            | 10            | 8             | 16            | 34            | 50            | -16           |
| 14            | Fortuna Sittard     | 25            | 34            | 7             | 11            | 16            | 36            | 50            | -14           |
| 15            | SVV/Dordrecht '90 1 | 25            | 34            | 9             | 7             | 18            | 38            | 64            | -26           |
| 16            | FC Den Haag         | 22            | 34            | 6             | 10            | 18            | 35            | 63            | -28           |
| 17            | De Graafschap       | 21            | 34            | 6             | 9             | 19            | 29            | 59            | -30           |
| 18            | VVV                 | 12            | 34            | 3             | 6             | 25            | 32            | 84            | -52           |

Pts = Puntos; PJ = Partidos jugados; PG = Partidos ganados; PE = Partidos empatados; PP = Partidos perdidos; GF = Goles a favor; GC = Goles en contra; DG = Diferencia de goles
|   |                                                                                   |
|   | Clasificado a la Liga de Campeones                                                |
|   | Ganador de la Copa de los Países Bajos, clasificado a la Recopa de Europa 1992-93 |
|   | Clasificado a la Copa de la UEFA                                                  |
|   | Permanece en la Eredivisie                                                        |
|   | FC Den Haag desciende después de perder el play-off de descenso                   |
|   | Descenso a la Eerste Divisie                                                      |
| 1 | Clubes participantes de la Copa Intertoto de la UEFA 1992                         |

## Play-off de ascenso y descenso
| Equipo 1        | Agr. | Equipo 2    | Ida | Vuelta |
| --------------- | ---- | ----------- | --- | ------ |
| Go Ahead Eagles | 4-0  | FC Den Haag | 3-0 | 1-0    |

Go Ahead Eagles: ascendido a la Eredivisie 

FC Den Haag: descendido a la Eerste Divisie

## Goleadores
| Goles | Jugador           | Equipo    |
| ----- | ----------------- | --------- |
| 22    | Dennis Bergkamp   | Ajax      |
| 19    | Harry Decheiver   | RKC       |
| 17    | Wim Kieft         | PSV       |
| 17    | Youri Mulder      | FC Twente |
| 15    | Stefan Pettersson | Ajax      |